# بخش کاتنی
بخش کاتنی (به انگلیسی: Katni district) یک منطقهٔ مسکونی در هند است که در Jabalpur division واقع شده‌است. بخش کاتنی ۴٬۹۴۹ کیلومتر مربع مساحت و ۱٬۲۹۲٬۰۴۲ نفر جمعیت دارد.